# Вержбицький Павло Андрійович
Павло Андрійович Вержбицький (нар. ?, Житомир — пом. ?) — український військовик, полковник Армії УНР.

## Життєпис
Народився в Житомирі, поляк за походженням. Станом на 1 січня 1918 року штабскапітан 12 стрілецького полку (Жмеринка), з яким він брав участь у Першій світовій війні. Був нагороджений Георгіївською зброєю 24 січня 1917 року за участь у бою 26 лютого 1915 року.
У 1917 році — підполковник, викладач в Житомирській школі прапорщиків.
У 1918 році — служив у складі 16-го пішого Бережанського полку Української Держави. 31 жовтня 1918 року був підвищений Військовою Офіцією до звання полковника. З 3 січня 1919 року — в. о. начальника штабу, та від 6 січня 1919 року — начальник штабу Південно-Західного району Дієвої Армії УНР. З 11 січня 1919 року — помічник начальника штабу цього району. З середини січня 1919 року — інспектор класів Житомирської юнацької школи. З 2 червня 1919 року — начальник Житомирської юнацької школи Дієвої армії УНР. На початку грудня 1919 року — на нараді викладачів і юнаків запропонував розпустити школу. Він був заарештований старшинами першого випуску, ледве уник розстрілу.
На початку квітня 1920 р. — з'явився до розпорядження Військового міністерства УНР та звернувся з клопотанням про призначення на відповідну посаду. Отримав призначення на посаду Учбового куреня 4-ї запасної бригади Армії УНР. Але 9 квітня 1920 року — Петлюра наказав відмовити йому в будь-якій посаді в Армії УНР.
16 грудня 1941 року з ініціативи Української Установи Довір'я в Німецькому Райху було створено «Комітет Допомоги Українським Полоненим із Радянської Армії в Німеччині» у складі якого був полковник Павло Вержбицький (одночасно був представником Українського Національного Об'єднання).
Подальша доля невідома.